# Zutendaal
Zutendaal är en kommun i Belgien.   Den ligger i provinsen Limburg och regionen Flandern, i den östra delen av landet, 90 km öster om huvudstaden Bryssel. Antalet invånare är 7 063.
Runt Zutendaal är det i huvudsak tätbebyggt. Runt Zutendaal är det mycket tätbefolkat, med 1 313 invånare per kvadratkilometer.